# Dinah Washington
Dinah Washington, nome d'arte di Ruth Lee Jones (Tuscaloosa, 29 agosto 1924 – Detroit, 14 dicembre 1963), è stata una cantante statunitense di blues, jazz e gospel.
È considerata una delle grandi voci "nere", insieme a Ella Fitzgerald, Sarah Vaughan e Billie Holiday, per la quale aveva una stima e un timore quasi reverenziali, accostandosi al suo repertorio con grande umiltà.
La sua versatilità, la voce penetrante, il tempo perfetto, l'enunciazione cristallina sono alcune delle caratteristiche dello stile di Dinah Washington, che lei riusciva ad adattare a ogni tipo di materiale.
In meno di vent'anni di carriera, ha prodotto un'ampia discografia, con brani di qualità molto variabile. La voce e lo swing di Dinah Washington emergono prepotentemente anche nei brani più scadenti e più lontani dalla sua sensibilità artistica. Anche nei prodotti più commerciali traspare il suo inconfondibile stile, il suo modo modernissimo di usare le pause e di pronunciare le parole.
Pur spaziando tra i vari generi musicali, dal pop al jazz, dal blues al country, non volle mai registrare un album gospel. Riteneva fosse sbagliato mescolare il religioso e il secolare, e per lei il music business era troppo in contrasto con la sacralità del gospel.

## Biografia
Ruth Lee Jones nacque in una cittadina dell'Alabama, nel sud degli Stati Uniti, da Ollie Jones e Alice Williams. La sfavorevole situazione socio-economica degli afroamericani negli Stati del Sud, legata al declino dell'agricoltura e alla crisi che da lì a poco avrebbe travolto l'intero continente, costrinse la famiglia a cercare miglior fortuna altrove: a tre anni Ruth si trasferì con la famiglia a Chicago. La cantante ricordava la sua infanzia come un periodo poco felice: suo padre, dedito al gioco d'azzardo e privo di un'occupazione stabile, era spesso assente e la madre, costretta a lavorare per sostenere la famiglia, l'affidava alla parrocchia che, soprattutto nei grandi centri urbani, diventava centro di supporto e di assistenza per le famiglie bisognose.
La chiesa divenne un importante punto di riferimento per la piccola Ruth che, ben presto, cominciò a cantare fino a divenire, a dieci anni, componente effettivo del coro della chiesa di St. Luke, nel South Side, e successivamente leader e pianista. Nel frattempo Ruth si iscrisse alla DuSable High School, dove studiò musica con il famoso programma di Walter Dyett, e cominciò a dividersi tra i night club (dove esordì col nome d'arte di Dinah Washington) e il coro di Sallie Martin, in cui col suo vero nome suonava il piano nella prima formazione gospel interamente femminile. Sallie Martin è ricordata soprattutto per essere stata la prima artista a "secolarizzare" la musica gospel portandola al di fuori delle funzioni religiose, anche se la prima a ottenere un successo popolare fu Mahalia Jackson, che guadagnò per questo il titolo di Queen of Gospel.

### Il debutto
Il suo debutto ufficiale risale al 1942 quando, abbandonato definitivamente il suo vero nome, si esibì al Garrick Stage Bar di Chicago. Il manager Joe Glaser la presentò a Lionel Hampton, che presto l'accolse come vocalist nella sua orchestra. La stampa ha di volta in volta attribuito allo stesso Hampton, o a Glaser, il merito di averle consigliato di adottare il nome d'arte, ma sembra che la decisione fosse partita in realtà da Joe Sherman, titolare del Garrick.
Nel 1943 firmò un contratto con la casa discografica Keynote, realizzando le sue prime incisioni nel dicembre dello stesso anno accompagnata da Hampton. Evil Gal Blues e Salty Papa Blues, i primi successi, erano stati scritti da Lionel Hampton in collaborazione con Leonard Feather, critico musicale e storico del jazz, ma anche brillante musicista e arrangiatore. Feather scrisse anche i successivi Homeward bound, I Know How to Do It e Blow Top Blues. Dopo tre anni Dinah lasciò l'orchestra di Lionel Hampton e per un breve periodo incise come solista con l'etichetta Apollo Records, prediligendo il rhythm and blues, un genere a lei molto congeniale, che in breve tempo la portò in cima alle classifiche con brani come I Love You Yes I Do e It's Too Soon to Know.

### Il contratto con la Mercury
L'ingresso nella prestigiosa Mercury Records risale al 1948, con l'incisione di una strepitosa versione di West Side Baby, seguita da moltissimi altri hit che scalarono le classifiche dell'epoca rendendola famosa in tutti gli Stati Uniti: Am I Asking Too Much, Trouble in Mind, You Don't Know What Love Is (arrangiata da Quincy Jones), e la reinterpretazione di Cold, Cold Heart di Hank Williams. Nei primi anni cinquanta Dinah Washington aveva già un vastissimo repertorio, comprendente brani di quasi tutti gli autori più prestigiosi del Great American Songbook quali George Gershwin (A Foggy Day), Richard Rodgers (If I Loved You), Harold Arlen (Stormy Weather), Cole Porter (Why Can't You Behave?), Irving Berlin (How Deep Is the Ocean), Johnny Mercer (Come Rain or Come Shine).
Il miglior periodo jazz di Dinah Washington è, per i critici, quello che va dal 1954 al 1958, periodo in cui Dinah si esibì con musicisti quali i trombettisti Clark Terry e Maynard Ferguson, il pianista Richie Powell, i sassofonisti Paul Quinichette e Eddie Davis, il batterista Max Roach. Di questo periodo sono I Concentrate on You e I Get a Kick out of You (Porter), I Could Write a Book (Rodgers & Hart), Our Love Is Here to Stay (Gershwin), I Thought About You (Mercer) e Teach Me Tonight del 1954 premiata con il Grammy Hall of Fame Award 1999.
Del 1958 è una sua trionfale esibizione al famoso Newport Jazz Festival, di cui esiste un documentario filmato, premiato anche agli Academy Awards.

### Il Grammy Award
Il suo più grande successo fu senza dubbio What a Diff'rence a Day Makes del 1959, che vinse un Grammy Award per la migliore performance rhythm and blues, raggiunse il numero 8 nella classifica Hot 100 di Billboard e venne premiato con il Grammy Hall of Fame 1998. L'album omonimo segnò il crossover dal blues al pop e venne snobbato dai critici, ma le vendite andarono alle stelle e il brano, in versione CD, resta uno dei più venduti della cantante.
Sulla scia di quel successo, i discografici le imposero un repertorio meno impegnato, con brani decisamente più commerciali caratterizzati talvolta da arrangiamenti melensi in cui ricorrevano arpe, cori e violini: September In The Rain, Tears and Laughters, Mad About The Boy (che continua a essere utilizzata come colonna di spot pubblicitari), Baby Get Lost, Unforgettable (cover del famoso pezzo di Nat King Cole) del 1959 premiata con il Grammy Hall of Fame 2001.

### Gli anni sessanta
Alla fine degli anni cinquanta, Dinah era ormai un'artista affermata e un sex symbol per gli americani di colore. A causa della sua burrascosa vita sentimentale (sette mariti, sei divorzi e numerose relazioni non ufficiali, tra cui lo stesso Quincy Jones, dieci anni più giovane di lei), divenne uno dei bersagli preferiti della stampa gossip dell'epoca. Il suo carattere forte e volitivo la rendeva spesso antipatica ai colleghi, e un problema per gli impresari e i discografici, ma il pubblico continuava ad adorarla, tanto che fu soprannominata la "Regina del Blues".
Accumulata una grande fortuna in pochi anni, grazie anche all'enorme sfruttamento della sua voce da parte della Mercury, che l'aveva costretta a una sconsiderata quantità di incisioni (spesso senza badare alla qualità artistica), la Washington si lanciò nel mondo dell'imprenditoria musicale acquistando alcuni locali ad Harlem.
Nel 1960 incise anche un album in duetto col cantante Brook Benton. Nonostante le divergenze artistiche emerse tra i due in sala di registrazione, il disco ottenne un clamoroso successo di pubblico e due tra i singoli estratti andarono al primo posto della classifica americana rhythm and blues; Baby (You've Got What It Takes) raggiunse la posizione numero 5 nella Billboard Hot 100 e A Rockin' Good Way (to Mess Around and Fall in Love) la numero 7.
Nel 1961 si chiuse il contratto con la Mercury (e con l'etichetta affiliata Em-Arcy), per la quale erano state realizzate ben 444 registrazioni, contando anche inediti e versioni alternative, poi raccolte dalla Universal Music in sette cofanetti, dal titolo The Complete Dinah Washington on Mercury (vol. 1-7).
Il 1962 fu un anno di riflessione: la sua movimentata vita privata, i suoi problemi di linea, il suo difficile rapporto con l'ambiente di lavoro e le innumerevoli frustrazioni l'avevano resa facile preda dei barbiturici e degli anoressizzanti; ma già nell'estate del 1963 progettava il ritorno sulle scene.

### La morte
Poche settimane prima del Natale 1963, proprio a causa di una micidiale overdose di pillole dietetiche e alcol, si chiuse la sua esistenza tormentata all'età di soli 39 anni. È sepolta nel cimitero di Burr Oak, ad Alsip, Illinois.

## Discografia

### Singoli (1953-1963)
- 1953: Lean Baby R&B #15
- 1953: TV Is The Thing (This Year) R&B #3
- 1953: Fat Daddy R&B #10
- 1954: My Man's An Undertaker R&B #14
- 1954: Until Sunrise R&B #7
- 1954: I Don't Hurt Anymore R&B #3
- 1954: Dream R&B #6
- 1954: Teach Me Tonight R&B #2(1)
- 1955: That's All I Want Form You R&B #7
- 1955: If It's The Last Thing I Do R&B #10
- 1955: I Diddie R&B #11
- 1955: I Hear Those Bells R&B #16
- 1955: I Concentrate On You R&B #6
- 1955: I'm Lost Without You Tonight R&B #13
- 1955: You Might Have Told Me R&B #14
- 1956: Soft Winds R&B #8
- 1957: Blues Down Home R&B #17
- 1959: What A Diff'rence A Day Makes R&B #4
- 1959: Unforgettable R&B #2(2)
- 1960: Baby (You've Got What It Takes) [with Brook Benton] R&B #1(10)
- 1960: It Could Happen To You R&B #16
- 1960: A Rockin' Good Way [with Brook Benton] R&B #1(4)
- 1960: This Bitter Earth R&B #1(1)
- 1960: Love Walked In R&B #9
- 1960: We Have Love R&B #9
- 1961: September In The Rain R&B #5
- 1962: Where Are You R&B #13